# 丸山茂樹 (アーティスト)
丸山 茂樹（まるやま しげき、本名同じ、1982年4月18日 - ）は、日本のシンガーソングライター、音楽プロデューサー、写真家。
青森県生まれ、兵庫県神戸市育ち。

## 概要
アコースティック・ギター、トンコリ、ネイティブアメリカンフルート、ティン・ホイッスル、口琴、三線、ブズーキ等の楽器と声で、全国各地で演奏を展開。『そらまつり』のプロデューサー。

### 略歴
- 青森県にて生まれる。1991年12月 神戸市に移住。
- 2001年5月 三線と出会いギターと歌を本格的にはじめる。
- 2002年2月 関西を中心に演奏活動開始。7月 1stアルバム『風』発売。
- 2004年1月 2ndアルバム『生命』発売。6月 兵庫県三田市のコミュニティFM・HONEY FMでラジオパーソナリティを務める。
- 2005年 Coralway写真コンテストにてCoralway賞受賞。チキンジョージにてワンマンライブ「コザの夜Vol.2」（7月）・「蒼い月のみちで」（12月）開催。
- 2006年5月 3rdアルバム『月とうた』発売。BIG CATにてワンマンライブ「月とうたレコ発」。10月 服部緑地野外音楽堂にて地雷除去イベント「ぜろ祭り」主催・出演。11月 新神戸オリエンタル劇場にて「蒼い月のみちで2006」ワンマンライブ。
- 2007年3月 兵庫教育大学芸術系美術コース修士課程修了。7月 兵庫県立播磨中央公園にて「そら祭り」主催・企画・出演。12月 新神戸オリエンタル劇場にて「蒼い月のみちで2007」ワンマンライブ。
- 2008年7月 初の写真作品展「そらの旅人」を開催。全国で「そら祭り」を展開（東京、北海道、神戸、西脇、宮崎）。
- 2009年1月 チキンジョージにて「蒼い月のみちで2009」2Daysワンマンライブ。5月全国で「そら祭り」を展開（東京、北海道、大阪、神戸、鳥取）。
- 2010年2月 ニューヨーク「ラ・ママ劇場」にて、キッドブラザーズのオフブロードウェイに出演・演出補佐で参加。3月 神戸チキンジョージにて「蒼い月のみちで2010」ワンマンライブ。5月全国で「そら祭り」を展開（神戸、大阪、京都、宮崎、東京・世田谷区民会館）（関連イベント 上野動物園）11月 拠点を東京へ移し、プロデューサーとして活動開始。
- 2011年9月 そら祭り2011「播磨中央公園」にて2日間開催。4thアルバム『NISORO』発売。
- 2012年1月 丸山茂樹と赤股賢二郎（ソノダバンド）でのユニットの活動を開始。4月「そら祭り」が「そらまつり」へ改名表記。8月そらまつり箕面2012プロデュース、10月そらまつり東京2012「駒沢オリンピック公園」にて開催。同年5月 “場所を伝える音楽”を意識したライブ企画「丸山茂樹×○○（食・酒・山・写真…etc）」を開始。7月 チキンジョージにて「蒼い月のみちで2012」。フジロックフェスティバル2012／サイレントブリーズ出演（2013年〜2015年、2017年〜2019年、2023年も出演）。10月 丸山茂樹×赤股賢二郎 1st アルバム『AKAMARU1』発売。12月 神戸「NHK神戸放送局 トアステーション」・『NHKハートフルコンサート』出演。
- 2013年2月 1st 器楽曲アルバム『one day』発売（一日を切り抜くというコンセプトで曲名も時刻で表す）。5月「1か月毎日ライブツアー『旅は音楽2013』」、31日間連続40ステージ・15都道府県ライブを決行。屋久島の魅力を伝えるツーリズムを企画し、縄文杉前での演奏を行う（2018年まで開催。太忠岳へのトレッキング演奏なども行う）。7月屋久島の風景を閉じ込めた企画CD「やくのしま」発売。10月【音×酒】プロジェクトCD「かわば」発売（群馬県川場村でできた楽曲）。【音×酒】地域の魅力を伝える音楽×日本酒プロジェクト in川場村ツアー
- 2014年4月5thアルバム『風景（かぜのかげ）』発売。5月「1か月毎日ライブツアー『旅は音楽』2014」、31日間連続35ステージ・17都道府県ライブを決行。9月そらまつり東京2014「駒沢オリンピック公園」にて開催、10月そらまつり尼崎2014プロデュース。
- 2015年4月2nd 器楽曲アルバム『one day 2』発売。5月「1か月毎日ライブツアー『旅は音楽』2015」、34日間連続44ステージ・16都道府県ライブを決行。9月そらまつり東京2015「砧公園 ねむのき広場」にて開催、10月そらまつり尼崎2015プロデュース。
- 2016年4月3rd 器楽曲アルバム『one day 3』発売。5月「1か月毎日ライブツアー『旅は音楽』2016」、32日間連続36ステージ・16都道府県ライブを決行。10月そらまつり2016「砧公園 ねむのき広場」にて10周年記念イベント開催。12月 書籍「旅は音楽」発売。
- 2017年5月「1か月毎日ライブツアー『旅は音楽』2017」、33日間連続33ステージ・16都道府県ライブを決行。6月ヨーロッパツアー（ドイツ、スイス、スペイン）、スイス・バーゼルのフェスティバル『CAMPBASEL』に出演。8月そらまつり2017夏編「砧公園 ねむのき広場」にて開催、11月そらまつり2017秋編「砧公園 ねむのき広場」にて開催。12月写真家SHIGEKIMARUYAMAとして初の風景写真集「-EN-」を発売。
- 2018年5月 1か月毎日ライブツアー『旅は音楽』2018、35日間連続38ステージ・13都道府県ライブを決行。10月そらまつり2018「砧公園 ねむのき広場」開催。
- 2019年4月 6thアルバム『まほら』発売。5月 1か月毎日ライブツアー『旅は音楽2019』34日間連続40ステージ・13都道府県ライブを決行。7月友成工芸協力の下、自身の風景写真をアクリルキューブにより作品化・個展を開催。10月そらまつり2019「砧公園 ねむのき広場」にて開催。11月カンボジア・シェムリアップの中学校での演奏やアンコール・ワットを旅するツーリズムを企画・開催。
- 2020年4月 4th 器楽曲アルバム『one day 4』発売。
- 2022年4月 丸山茂樹活動20周年記念ベスト・アルバム「THE PATH 2002-2022」発売。

## 公式サイト
- 丸山茂樹公式サイト
- 丸山茂樹 (@maruyamashigeki) - X（旧Twitter）
- 丸山茂樹 (@sgkmrym) - Instagram